# ディッキー・ジョー・ソン
リチャード・ジョセフ・ソン（Richard Joseph Thon、1991年11月16日 - ）は、アメリカ合衆国テキサス州ヒューストン出身の元プロ野球選手（内野手）。右投右打。
2015年パンアメリカン競技大会ではリチャード・ソンと表記された。

## 経歴

### ブルージェイズ傘下時代
2010年のMLBドラフトでトロント・ブルージェイズからドラフト5巡目（全体156位）で指名され、8月16日に契約を結びプロ入りを果たした。同年はプレーせず、オフにプエルトリコのウィンターリーグであるリーガ・デ・ベイスボル・プロフェシオナル・ロベルト・クレメンテ（LBPPR）に参加し、ヒガンテス・デ・カロリーナに所属した。
2011年は、6月20日に傘下ルーキー級ガルフ・コーストリーグ・ブルージェイズへ配属された。45試合に出場し、打率.223、3本塁打、15打点、27安打、6盗塁を記録した。オフにLBPPRに参加し、レオネス・デ・ポンセに所属した。
2012年は、3月13日にメジャーのスプリングトレーニングに招待された。6月17日に傘下ルーキー級ブルーフィールド・ブルージェイズへ配属され、48試合に出場し、打率.221、2本塁打、14打点、33安打、7盗塁を記録した。オフの11月27日にLBPPRに参加し、レオネス・デ・ポンセに所属した。11月27日にLBPPR内でレイモンド・フエンテスとのトレードでヒガンテス・デ・カロリーナへ所属することとなった。
2013年は開幕を傘下ルーキー級ブルージェイズで迎えた。6月12日に傘下A-級バンクーバー・カナディアンズへ昇格した。8月16日に7日間の故障者リストに登録され、9月23日に復帰した。45試合に出場し、打率.280、1本塁打、21打点、46安打、5盗塁を記録した。オフにLBPPRに参加し、カングレヘーロス・デ・サントゥルセに所属した。
2014年3月31日に傘下A級ランシング・ラグナッツへ昇格した。8月6日に7日間の故障者リストに登録された。8月20日に復帰した。103試合に出場し、打率.265、3本塁打、40打点、104安打、7盗塁を記録した。オフにLBPPRに参加し、カングヘーロス・デ・サントゥルセに所属した。
2015年は開幕を傘下A級ランシングで迎え、15試合に出場し、打率.315、2本塁打、12打点、17安打、4盗塁を記録した。5月1日に傘下A+級ダニーデン・ブルージェイズへ昇格した。シーズン途中に2015年パンアメリカン競技大会の男子野球プエルトリコ代表に選出された。大会参加のため、7月8日にフロリダ・ステートリーグから非アクティブ・リストに登録された。3位決勝戦でキューバにサヨナラ負けし、4位となった。大会終了後の7月20日にリストを解除され復帰した。83試合に出場し、打率.180、2本塁打、19打点、51安打、5盗塁を記録した。オフの10月13日に第1回WBSCプレミア12のプエルトリコ代表28名に選出されたことが発表された。大会前の11月2日に日本代表との強化試合のため福岡空港に到着し、来日している。計2試合に強化試合に2試合とも「3番 二塁手」で先発出場している。11月5日の試合では無安打だったが、11月6日の試合では牧田和久から安打を記録している。強化試合終了後に開催地である台湾に来台。全試合に「3番 二塁手」で先発出場している。11月16日に行われた準々決勝の日本戦で三振した際、投手の前田健太に罵声を浴びせている。この試合でプエルトリコは敗戦し、準々決勝敗退となった。
2016年3月16日にメジャーのスプリングトレーニングに招待された。開幕は傘下A+級ダニーデンで迎えた。オフの11月7日に自由契約となった。

### カージナルス傘下時代
2016年12月12日にセントルイス・カージナルスとマイナー契約を結んだ。
2017年は傘下AA級スプリングフィールド・カージナルスで52試合に出場し、打率.237、4本塁打、15打点に終わり、7月7日にカージナルスを自由契約となった。

### 独立リーグ時代
2017年7月19日に独立リーグ・アトランティックリーグのシュガーランド・スキーターズと契約した。この年限りで現役を引退した。

### 現役引退後
現役引退後はヒューストン大学でアシスタントコーチを務め、2021年にヒューストン・アストロズ傘下マイナー巡回コーチに就任。
2022年にアストロズ傘下A-級ファイエットビル・ウッドペッカーズの監督に就任。2023年からは傘下AA級コーパスクリスティ・フックスの監督を務める。

## 家族
曽祖父はフレディーソ・ソン・シニアで、第二次世界大戦中にプエルトリコの野球リーグを経営しながらプレーした。
祖父のフレディー・ソン・ジュニアはマイナー契約を結んだことがある。
叔父のフランク・ソンはマイナーリーグでプレー後、クリオージョス・デ・カグアスのゼネラル・マネージャーを務めた。
父は元メジャーリーガーのディッキー・ソン。

## 詳細情報

### 代表歴
- 2015年パンアメリカン競技大会男子野球プエルトリコ代表
- 2015 WBSCプレミア12 プエルトリコ代表